# Achalm
Die Achalm (schwäbisch Achl) ist ein 706,5 m ü. NHN hoher Zeugenberg des nördlichen Vorlandes der mittleren Schwäbischen Alb in Südwestdeutschland. Auf dem „Hausberg“ der Stadt Reutlingen befinden sich spärliche Reste der Fundamente der mittelalterlichen Burg Achalm, des ehemaligen Herrensitzes des ausgestorbenen Adelsgeschlechts der Grafen von Achalm. Der 1838 als nachgebauter Bergfried errichtete Aussichtsturm bietet einen Rundblick über Reutlingen, Eningen, Pfullingen, das nördliche Albvorland und den Nordrand der mittleren Schwäbischen Alb, den Albtrauf. Man sieht ferner Tübingen, den Schönbuch und – bei klarer Sicht – bis zur Hornisgrinde im nördlichen Schwarzwald.
Die Ostflanke der Achalm liegt auf der Gemarkung von Eningen unter Achalm, einer Nachbargemeinde Reutlingens.
Als sogenannter Zeugenberg (geologisches Zeugnis/Beleg über die vorgeschichtliche Ausdehnung des Weißjura ablegend) mutet die Achalm mit ihrer charakteristischen Kegelform ähnlich wie der 105 m niedrigere, gut zwei Kilometer südwestlich gelegene Georgenberg an wie ein erloschener Vulkan. Anders als der Georgenberg ist die Achalm jedoch nicht vulkanischen Ursprungs, sondern besteht wie die etwa vier Kilometer entfernten östlich gelegenen Ausläufer der Schwäbischen Alb aus den Sedimentgesteinen des braunen und weißen Jura.

## Namensherkunft
Die frühesten bekannten Namensformen sind Achalmin (1024–1039), Achalmen (1047), Achelm (1075), Achalm (um 1090), wobei die wortschließenden -in, -en wohl Dativformen sind. Der Name kann nicht aus dem Germanischen erklärt werden. Schon der Germanist Hermann Fischer nahm 1904 einen vorgermanischen Ursprung des Namens an. Ausgehend vom Vergleich verschiedener ähnlich klingender Bergnamen schlug der Namenforscher Lutz Reichardt 1983 vor, Achalm auf die um ein l- und ein m-Suffix ergänzte indogermanische Wurzel *ak-/*ok „scharf, spitz, kantig, Fels“ zurückzuführen. Die Bedeutung des Bergnamens wäre demnach „spitzer Berg“ oder „Steinberg“ gewesen. Die ebenfalls anzutreffende Erklärung des Namens als Zusammensetzung von deutsch Ache „Bach, Fluss“ und Alm „Bergweide“ beruht hingegen lediglich auf dem Anklang des Bergnamens an die beiden Appellative und ist damit volksetymologisch.
Der Legende nach soll der Name des Berges bzw. der vormaligen Burg auf die letzten Worte des infolge eines Mordanschlags tödlich getroffenen Burgherrn Graf Egino zurückgehen. In seinem Todeskampf seien dessen letzte Worte „Ach Allm…“ gewesen, wobei er den gemeinten Ausruf „Ach Allmächtiger!“ aufgrund des eintretenden Todes nicht mehr habe aussprechen können. Diese Legende wurde vom Romantikdichter Ludwig Uhland in der elften Strophe der Ballade Die Schlacht bei Reutlingen aufgegriffen, wobei Uhland im Hauptkontext seiner Ballade den etwa 200 Jahre später – Mitte des 13. Jahrhunderts – erfolgten Überfall auf die Reichsstadt Reutlingen durch das Ritterheer Graf Ulrichs von Württemberg beschrieb.

## Geschichte der Burg und der Domäne Achalm

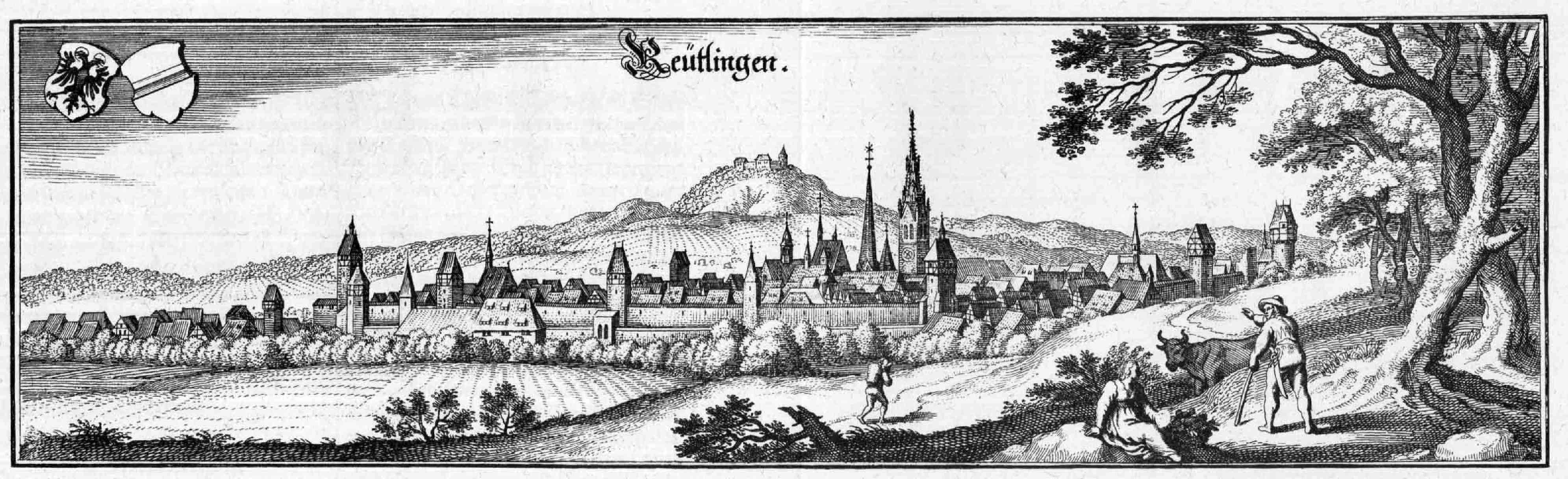
Die Achalm (Bildmitte im Hintergrund, von Süden gesehen) auf einer Stadtansicht Reutlingens aus der ersten Hälfte des 17. Jahrhunderts (Kupferstich von Matthäus Merian)

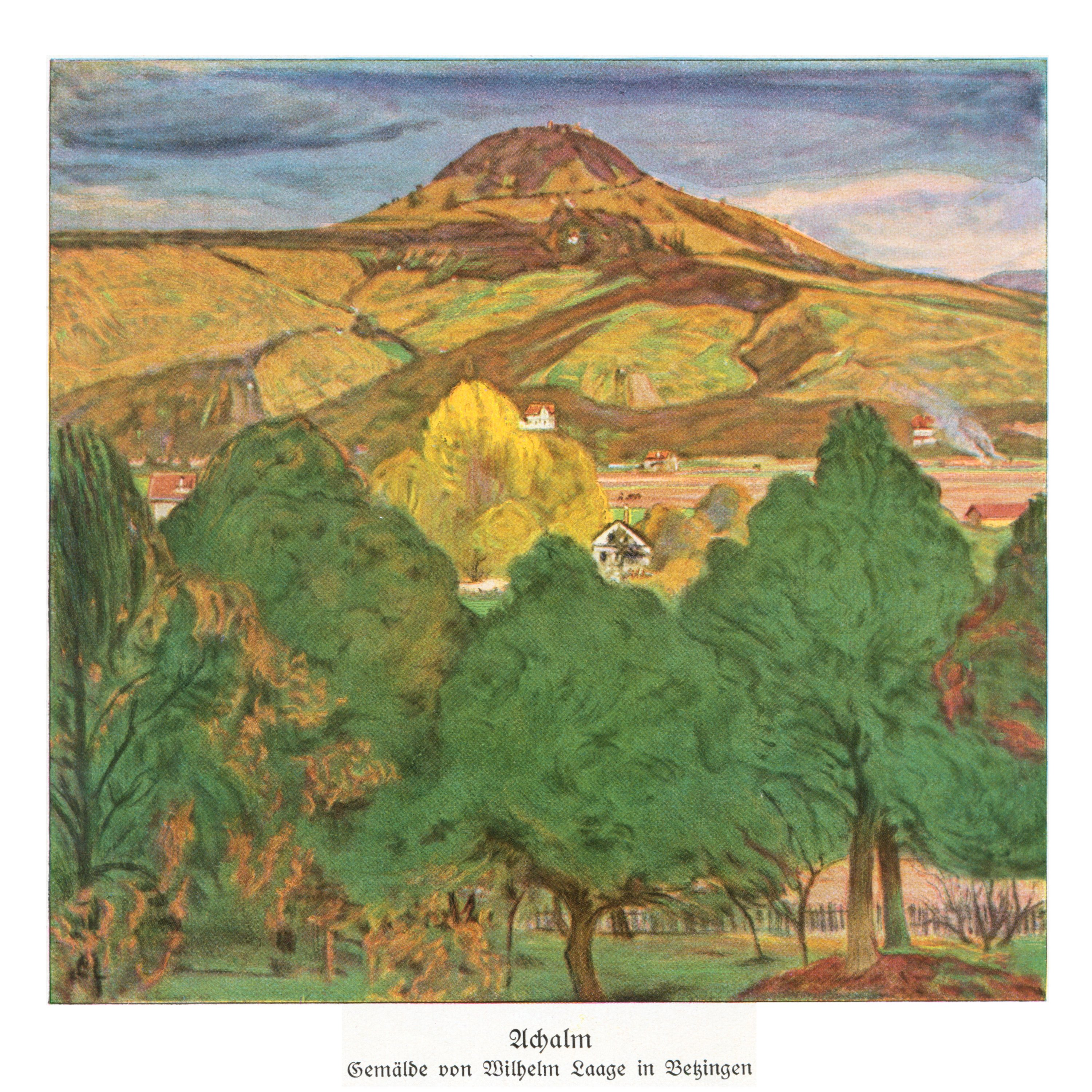
Gemälde von Wilhelm Laage mit der Achalm als Hauptmotiv (vor 1914)

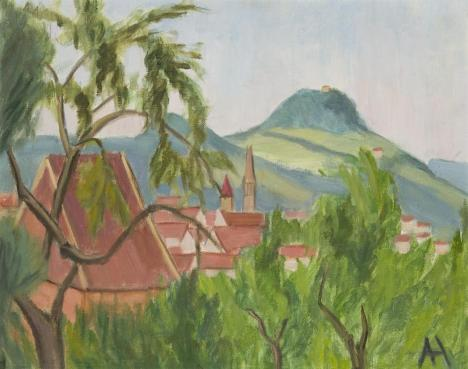
Gemälde von Alice Haarburger mit der Achalm als Hintergrundmotiv: „Ansicht von Reutlingen“ (um 1930)

Von der im 11. Jahrhundert auf dem Gipfel der Achalm erbauten Burg der Grafen Egino und Rudolf sind nur noch wenige Mauerreste und der um 1838 wiederaufgebaute Bergfried erhalten. Die Burg zerfiel bereits im 15. Jahrhundert, aber bis zum 17. Jahrhundert wurden noch einzelne Gebäude bewohnt.
Während des Dreißigjährigen Krieges berief sich Erzherzogin Claudia von Tirol auf ihre Rechte an der Pfandschaft Achalm und beanspruchte etwa 30 württembergische Dörfer. Vom Schloss Pfullingen aus ließ sie diese Besitzungen verwalten. Im Auftrag der erzherzoglichen Regierung in Innsbruck demolierte der Pfullinger Verwalter Andreas Hildebrand im Mai 1645 die Burg Achalm, um eine Eroberung durch gegnerische Soldaten zu verhindern. Das einzige erhaltene Gebäude, ein Wohnbau über dem Tor, wurde durch Brandstiftung im August 1646 völlig zerstört. Erst im Westfälischen Frieden erhielt Herzog Eberhard III. von Württemberg das Gebiet der Pfandschaft Achalm zurück. Nach dem Ende des Krieges kam es zur endgültigen Schleifung der Burggemäuer; zudem wurden sehr viele Steine als Baumaterial für Stadthäuser verwendet.
Am Abhang der Achalm blieb ein Hof bestehen, der von Herzog Eberhard III. 1650 als Melkerei eingerichtet wurde. Im 18. Jahrhundert kam die Achalm in den Besitz von Privatleuten.
König Wilhelm I. von Württemberg kaufte 1822 das Gut von den privaten Eigentümern und ließ auf der Achalm eine Schaf- und Ziegenzucht aufbauen. Später wurde die Hofdomänenkammer, die als Behörde für die Verwaltung des Privatvermögens der königlichen Familie zuständig war, mit der Verwaltung der Domäne Achalm beauftragt und ließ sie durch einen angestellten Verwalter bewirtschaften. Auf der Achalm wurde hochwertige Wolle erzeugt. Seit 1909 wurde die Domäne an einen Pächter verpachtet, aber die Ertragslage auf dem kargen Berg gestaltete sich schwierig, obwohl der Pächter auch eine Gaststätte betrieb.
Auf den Grundmauern des einstigen Bergfrieds ließ König Wilhelm I. 1838 einen Turm erstellen. Vom Verfall bedroht, wurde der Achalmturm 1932 dank des Reutlinger Fremdenverkehrsvereins und der Initiative seines Vorsitzenden Erwin Seiz, des Albvereins und des freiwilligen Arbeitsdienstes wiederhergestellt und im Dezember 1932 feierlich eröffnet. Die Ende August begonnenen Bauarbeiten gestalteten sich schwierig: Außer dem Wasser, das mit fünf Flügelpumpen von der Domäne aus hinaufgepumpt wurde, sind sämtliche sonstigen Baumaterialien, insgesamt 280.000 Kilogramm, nach oben getragen worden. Die Umbauzeit nahm ca. 5.400 Manntage in Anspruch.

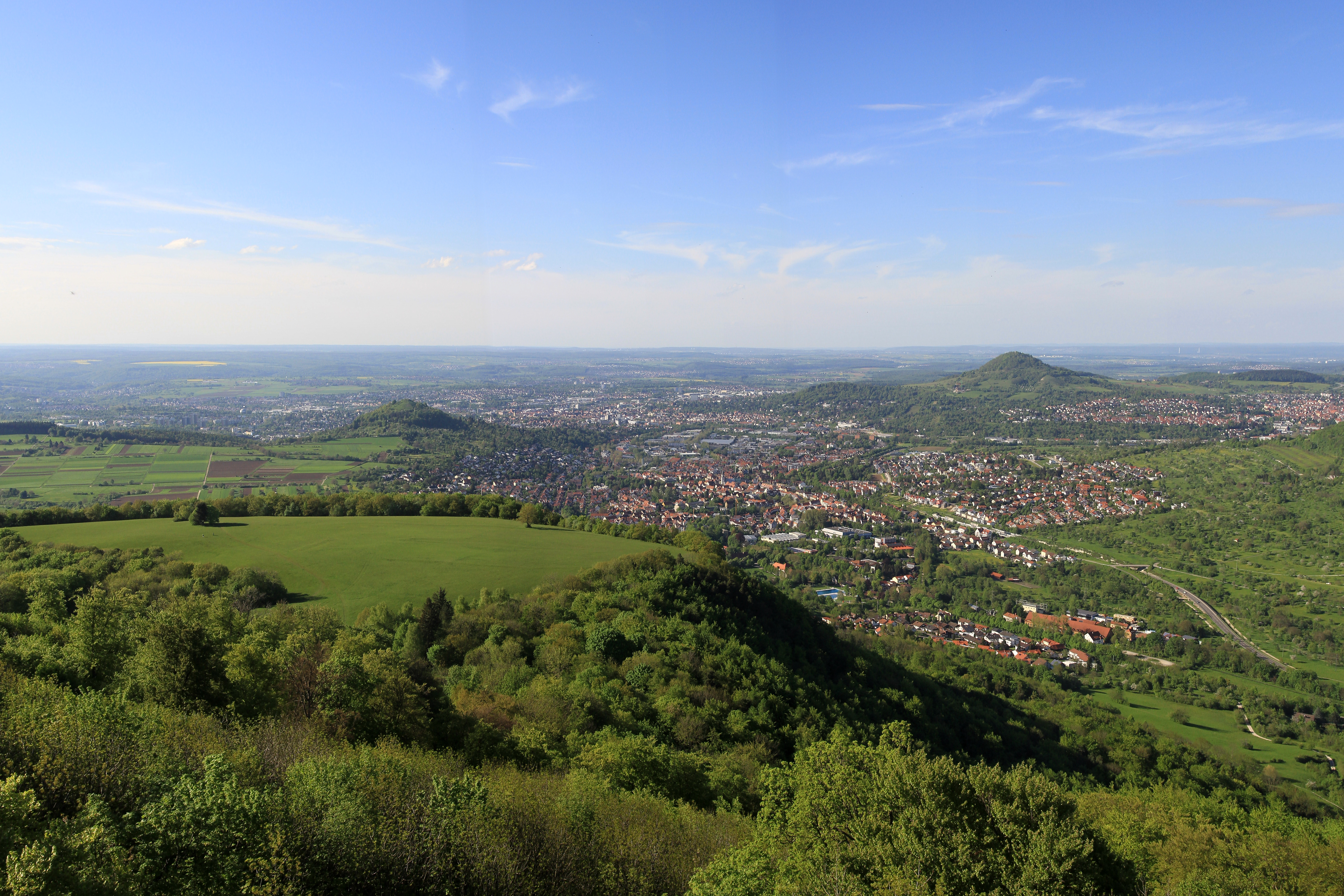
Blick vom Albtrauf nach Norden über Pfullingen auf die Achalm (knapp unterhalb des rechten Horizonts), vom südwestlich gelegenen Schönbergturm aus gesehen. In der linken Bildhälfte der etwas niedrigere Georgenberg (Fotografie Mai 2013)

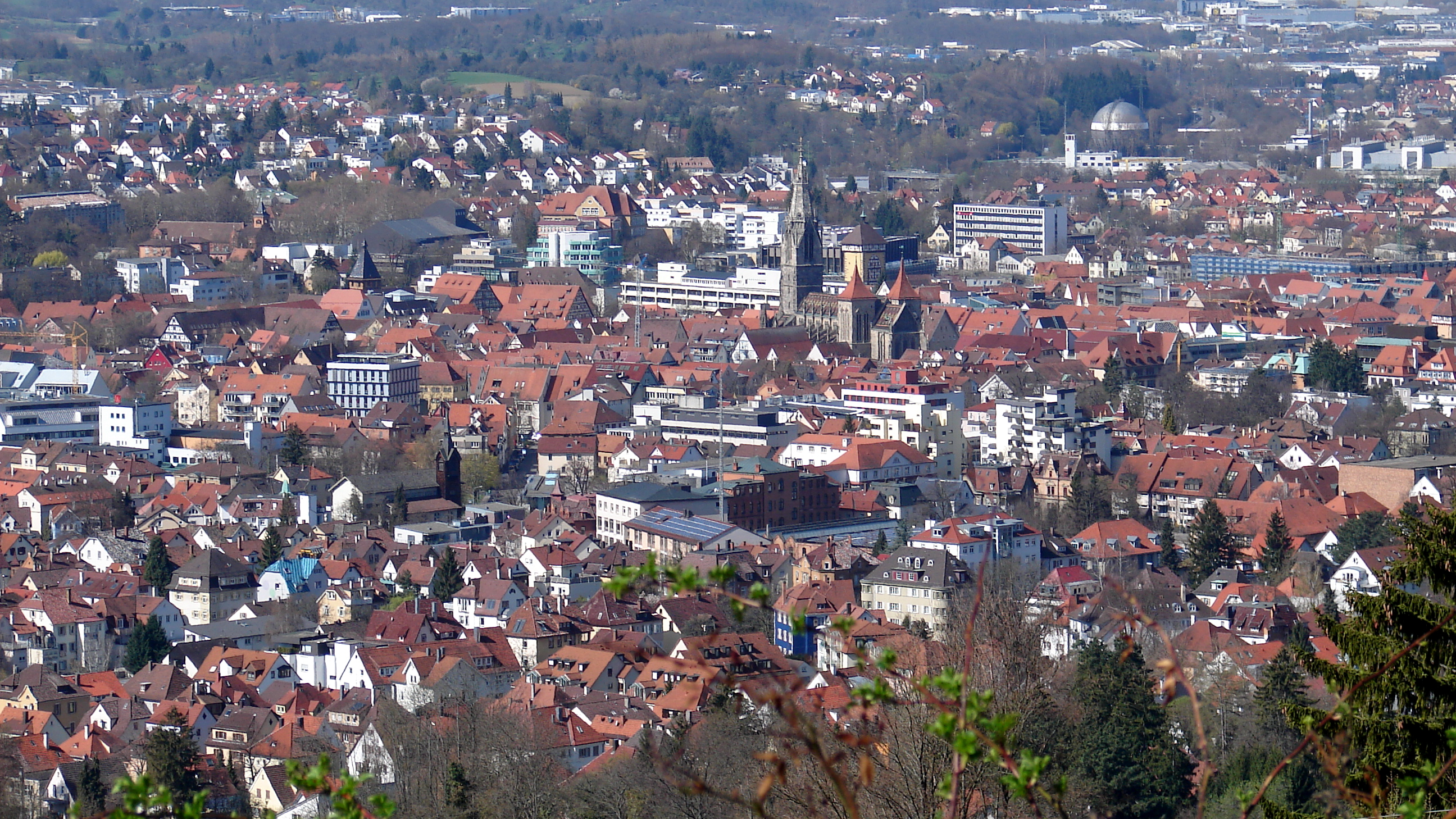
Blick vom Restaurant Achalm auf die Reutlinger Altstadt (April 2012)

Nach dem Zweiten Weltkrieg entschloss sich Philipp II. Albrecht Herzog von Württemberg zum Verkauf der Domäne. Da Verhandlungen mit der Stadt Reutlingen scheiterten, veräußerte die Hofkammer des Hauses Württemberg die Achalm im Jahr 1950 an den Schafhalter Theo Hausch. Es gelang jedoch der Stadt, den neuen Besitzer zur Abtretung des etwas unterhalb des Bergfrieds gelegenen Scheibengipfels zusammen mit der Burgruine zu bewegen. Heute wird auf dem Scheibengipfel vor dem eigentlichen Bergkegel der Achalm auch ein Hotel betrieben. Der größte Teil der Achalm gehörte jahrzehntelang der Familie Hausch. Im Juni 2009 kaufte die Stadt Reutlingen deren Grundstücksflächen vollständig auf. Damit befindet sich (abgesehen vom Eninger Teil und vom Hotel- und Gaststättenbetrieb) der gesamte Berg – der schon lange, wie die Marienkirche oder das Tübinger Tor, als Wahrzeichen Reutlingens gilt – im Besitz der Stadt.

## Schutzgebiete
Die Achalm ist seit dem 31. Oktober 1958 als Landschaftsschutzgebiet Nr. 4.15.055 ausgewiesen. Bereits seit 1943 gab es eine Verordnung zur einstweiligen Sicherstellung des Landschaftsteils. Die Kuppe ist von einem Blockwald bedeckt, an den Hängen befinden sich Magerrasenbiotope und Streuobstbestände. Vom Landesamt für Geologie, Rohstoffe und Bergbau wird die Achalm als Geotop mit der Nummer 7015/3651 geführt.
An der Ostflanke der Achalm liegt das Naturschutzgebiet Wagenhals, ein auf einem Bergrutsch entstandenes Biotopmosaik mit Magerrasen, Feuchtbiotopen, Streuobstwiesen und Gebüschen.
Achalm und Wagenhals gehören zum FFH-Gebiet 7520-311 Albvorland bei Mössingen und Reutlingen. 

## Scheibengipfeltunnel
Am 18. August 2009, 42 Jahre nach den ersten Überlegungen einer entsprechenden Stadtumgehungsstraße, wurde mit den Bauarbeiten zum Scheibengipfeltunnel unter der Achalm begonnen, nachdem es über lange Zeit teilweise heftige kommunalpolitische Kontroversen zu diesem Projekt gegeben hatte. Die Vorbereitungsarbeiten setzten vor dem Südportal (Gemarkungsgrenze zu Pfullingen) an der Zufahrt für die Tunnelbohrung an. Der Bau des Tunnels selbst wurde 2011 begonnen und dieser am 27. Oktober 2017 für den öffentlichen Verkehr eröffnet.
Die Tunneltrasse, die zur B313 gehört, verbindet die Verkehrsknoten Efeu (im Norden des Bezirks Reutlingen-Mitte) und Südbahnhof (im Südosten). Sie hat damit Anschluss an die Bundesstraßen in Richtung Tübingen (B 28), Neckartal/Böblingen/Stuttgart (B 464) und Metzingen/Ermstal (B 312 / B 313) im Norden, sowie Pfullingen bzw. im weiteren Verlauf das Echaztal nach Süden (B 312/B 313) und Eningen nach Osten (Landesstraße 380).

## Persönlichkeiten
- Ludwig Finckh, Schriftsteller und Dichter, wurde 1964 auf halber Höhe zum Gipfel beigesetzt.
- HAP Grieshaber, bildender Künstler, expressionistischer Grafiker und Holzschneider, lebte ab 1947 bis zu seinem Tode 1981 am Südhang der Achalm.

## Weiteres
Am Fuße der Achalm in Richtung Eningen befindet sich die Amateurfunkrelaisstelle DB0RT für digitales Amateurfunkfernsehen (D-ATV) und den Standortdienst APRS. Sie wird durch die örtliche Gruppe des DARC betreut.